# Romain Genevois
Romain Genevois (L'Estère, 20 ottobre 1987) è un ex calciatore haitiano, di ruolo difensore.

## Carriera

### Nazionale
Viene convocato per la Copa América Centenario negli Stati Uniti.

## Statistiche

### Cronologia presenze e reti in nazionale
| Cronologia completa delle presenze e delle reti in nazionale ― Haiti | Cronologia completa delle presenze e delle reti in nazionale ― Haiti | Cronologia completa delle presenze e delle reti in nazionale ― Haiti | Cronologia completa delle presenze e delle reti in nazionale ― Haiti | Cronologia completa delle presenze e delle reti in nazionale ― Haiti | Cronologia completa delle presenze e delle reti in nazionale ― Haiti | Cronologia completa delle presenze e delle reti in nazionale ― Haiti | Cronologia completa delle presenze e delle reti in nazionale ― Haiti |
| Data                                                                 | Città                                                                | In casa                                                              | Risultato                                                            | Ospiti                                                               | Competizione                                                         | Reti                                                                 | Note                                                                 |
| -------------------------------------------------------------------- | -------------------------------------------------------------------- | -------------------------------------------------------------------- | -------------------------------------------------------------------- | -------------------------------------------------------------------- | -------------------------------------------------------------------- | -------------------------------------------------------------------- | -------------------------------------------------------------------- |
| 3-2-2008                                                             | Maturín                                                              | Venezuela                                                            | 1 – 0                                                                | Haiti                                                                | Amichevole                                                           | -                                                                    | 14’                                                                  |
| 14-11-2015                                                           | San José                                                             | Costa Rica                                                           | 1 – 0                                                                | Haiti                                                                | Qual. Mondiali 2018                                                  | -                                                                    |                                                                      |
| 26-3-2016                                                            | Port-au-Prince                                                       | Haiti                                                                | 0 – 0                                                                | Panama                                                               | Qual. Mondiali 2018                                                  | -                                                                    |                                                                      |
| 30-3-2016                                                            | Port-au-Prince                                                       | Panama                                                               | 1 – 0                                                                | Haiti                                                                | Qual. Mondiali 2018                                                  | -                                                                    |                                                                      |
| 29-5-2016                                                            | Miami                                                                | Colombia                                                             | 3 – 1                                                                | Haiti                                                                | Amichevole                                                           | -                                                                    |                                                                      |
| 5-6-2016                                                             | Seattle                                                              | Haiti                                                                | 0 – 1                                                                | Perù                                                                 | Coppa America Centenario - 1º turno                                  | -                                                                    |                                                                      |
| 9-6-2016                                                             | Orlando                                                              | Brasile                                                              | 7 – 1                                                                | Haiti                                                                | Coppa America Centenario - 1º turno                                  | -                                                                    |                                                                      |
| 13-6-2016                                                            | East Rutherford                                                      | Ecuador                                                              | 4 – 0                                                                | Haiti                                                                | Coppa America Centenario - 1º turno                                  | -                                                                    | 90’                                                                  |
| Totale                                                               |                                                                      | Presenze                                                             | 8                                                                    |                                                                      | Reti                                                                 | 0                                                                    |                                                                      |